# Ruth Ramstein
Ruth Ramstein (* 3. Juni 1950 in Muri) ist eine Schweizer Preisträgerin des Prix Courage.

## Leben
Nach dem Besuch der Handelsschule studierte sie an der Schule für Gestaltung in Zürich. Sie war als Künstlerin tätig. 1990 wurde Ruth Ramstein in Möriken Schulpflegerin. Sie zog mit ihrer Familie weg von Möriken und lebt heute in Lenzburg.

## Auszeichnung
Sie erhielt 1998 den Prix Courage, weil sie als Schulpflegerin und Mutter jahrelang dafür kämpfte, dass Schülerinnen, die von einem Lehrer sexuell missbraucht wurden, Gerechtigkeit widerfuhr. Dabei musste sie sich gegen die Untätigkeit der Behörden und die Anfeindungen der Dorfbewohner von Möriken und der Lehrerschaft durchsetzen. Der Fall kam in die nationale Presse und ins Schweizer Fernsehen und wird bei gegebenem Anlass immer wieder in der Presse aufgegriffen.

### Hintergrund
1990 erzählte ihr ihre eben eingeschulte Tochter von sexuellen Grenzverletzungen durch ihren Lehrer Köbi F. Als sie auch noch erfährt, dass der Lehrer zwei Schülerinnen beim Klassenlager zu sich ins Bett genommen und gestreichelt hatte, informiert sie das Präsidium der Schulpflege, darunter den Schularzt und den Präsidenten des Bezirksgerichts. Als dies bekannt wurde, forderte die Lehrerschaft ihren Rücktritt aus der Schulpflege, und sie wird aufgefordert, das Schulhausareal zu meiden. Dem Beschuldigten Köbi F. wird seitens der Schulbehörde Anerkennung bescheinigt, und sämtliche Bedenken wegen seines Verhaltens im Unterricht seien gegenstandslos. Er wurde einstimmig als Lehrer wiedergewählt, leitete weiterhin das Skilager der Unterstufe. 1995 kündigte er seine Stelle, ohne Angabe von Gründen. Nach weiteren Beschuldigungen anderer Kinder 1997 und trotz einer Strafanzeige stellte sich die Schulbehörde jedoch weiterhin hinter Köbi F. 2002 wurde er wegen sexueller Nötigung und sexuellen Handlungen mit Kindern letztinstanzlich zu 3¼ Jahren Zuchthaus und einem fünfjährigen Berufsverbot verurteilt.
Ruth Ramstein ist der Ansicht, der Fall habe Urs Odermatt zu seinem Theaterstück Der böse Onkel und der gleichnamigen Verfilmung inspiriert. Urs Odermatt verneint dies, deutet auf den archetypischen Charakter des Falls und weist darauf hin, dass jedes Dorf und jede Kleinstadt solche und ähnliche Missbrauchsfälle kenne.